# Cantalupo nel Sannio
Cantalupo nel Sannio è un comune italiano di 724 abitanti della provincia di Isernia in Molise.

## Storia
Negli anni della seconda guerra mondiale, tra il 1940 e il 1943, Cantalupo fu uno dei comuni del Molise destinati dalle autorità fasciste ad accogliere profughi ebrei in internamento civile. Con l'arrivo dell'esercito alleato nel settembre 1943, i 10 internati riuscirono tutti a raggiungere i territori liberati del Sud Italia.

### Simboli
Il gonfalone municipale è un drappo di colore azzurro.

## Società

### Evoluzione demografica
Abitanti censiti

## Amministrazione
Di seguito è presentata una tabella relativa alle amministrazioni che si sono succedute in questo comune.
| Periodo        | Periodo        | Primo cittadino        | Partito              | Carica      | Note  |
| -------------- | -------------- | ---------------------- | -------------------- | ----------- | ----- |
| 7 luglio 1988  | 7 giugno 1993  | Michelangelo Di Donato | Democrazia Cristiana | Sindaco     | [ 6 ] |
| 7 giugno 1993  | 28 aprile 1997 | Alessandro Marsillo    | Lista civica         | Sindaco     | [ 6 ] |
| 28 aprile 1997 | 26 aprile 2000 | Antonio Di Re          | Forza Italia         | Sindaco     | [ 6 ] |
| 26 aprile 2000 | 14 maggio 2001 | Giuseppina Ferri       |                      | Comm. pref. | [ 6 ] |
| 14 maggio 2001 | 30 maggio 2006 | Antonio Di Re          | Lista civica         | Sindaco     | [ 6 ] |
| 30 maggio 2006 | 5 giugno 2016  | Claudio Biondi         | Il futuro è unione   | Sindaco     | [ 6 ] |
| 6 giugno 2016  | in carica      | Achille Caranci        | Cantalupo unita      | Sindaco     | [ 6 ] |